# Nesbru
Nesbru este o localitate din comuna Asker, provincia Akershus, Norvegia, cu o populație de 3.612 locuitori (2013).